# Peter Vitus von Quosdanovich
Peter Vitus von Quosdanovich (Žumberak, 12 giugno 1738 – Vienna, 13 agosto 1802) è stato un feldmaresciallo austriaco.
Commendatore dell'Ordine militare di Maria Teresa, giocò un ruolo importante in alcune battaglie combattute contro l'esercito francese in Italia guidato dal generale Napoleone Bonaparte.

## Biografia

### Primi anni
Peter Vitus von Quosdanovich nacque a Žumberak in Croazia e fu arruolato nel 41º Reggimento ussari "Grenz" nel 1752. Combatté nella Guerra dei sette anni e si distinse pure nella Guerra di successione bavarese del 1778-1779. Fu promosso a colonnello del Reggimento degli ussari di Slavonia e decorato con Croce di Cavaliere dell'Ordine militare di Maria Teresa. Combatté durante la Guerra austro-turca (1788-1791), diventando un generale maggiore e aver assunto il comando di Gradisca.

### Le guerre rivoluzionarie francesi
Durante la guerra della Prima coalizione Quosdanovich fu prima al comando di una brigata, quindi una divisione. Alla sconfitta cruciale di Fleurus comandò la seconda colonna. Il 24 settembre 1795, mentre conduceva una divisione, segnò una vittoria impressionante su due divisioni francesi nella battaglia di Handschuhsheim (oggi un quartiere di Heidelberg). Nel luglio 1796 si trasferì in Italia, dove comandò un corpo sotto Dagobert Sigmund von Wurmser e Joseph Alvinczy von Berberek nei quattro tentativi di rompere l'assedio francese di Mantova. Nel primo perse la battaglia di Lonato dopo una complicata serie di manovre tra il 29 luglio e il 4 agosto 1796. Durante il secondo tentativo partecipò alla battaglia di Bassano l'8 settembre, ma evitò di essere intrappolato a Mantova con Wurmser. Nel terzo tentativo comandò il Corpo Friuli nella seconda battaglia di Bassano e nella battaglia di Arcole. Comandò due brigate nella battaglia di Rivoli. Si ritirò dall'esercito nel 1797 e morì a Vienna il 13 agosto 1802.